# Ōizumi
Ōizumi (jap. 大泉町 Ōizumi-machi) – miasto w Japonii, na wyspie Honsiu, w prefekturze Gunma. Według danych na rok 2020 miejscowość zamieszkiwało 44 089 mieszkańców , a gęstość zaludnienia wyniosła 2334,4 os./km².